# Тарандакуао
Тарандакуао (исп. Tarandacuao) — посёлок и административный центр одноимённого муниципалитета в мексиканском штате Гуанахуато. Численность населения, по данным переписи 2010 года, составила 6058 человек.

## История
Посёлок был основан 27 апреля 1612 года индейцами тараско.